# Dracunculus
Dracunculus és un gènere de plantes de la família Araceae. Consta de tres espècies caracteritzades per una espata grossa i de color porpra i un espàdix, sovint es produeixen abans que les fulles. L'espècie més coneguda és Dracunculus vulgaris, que de vegades es fa servir en jardineria. És un gènere quasi endèmic de la regió mediterrània però també es troba a Madeira i les Canàries on es troba en zones rocoses.

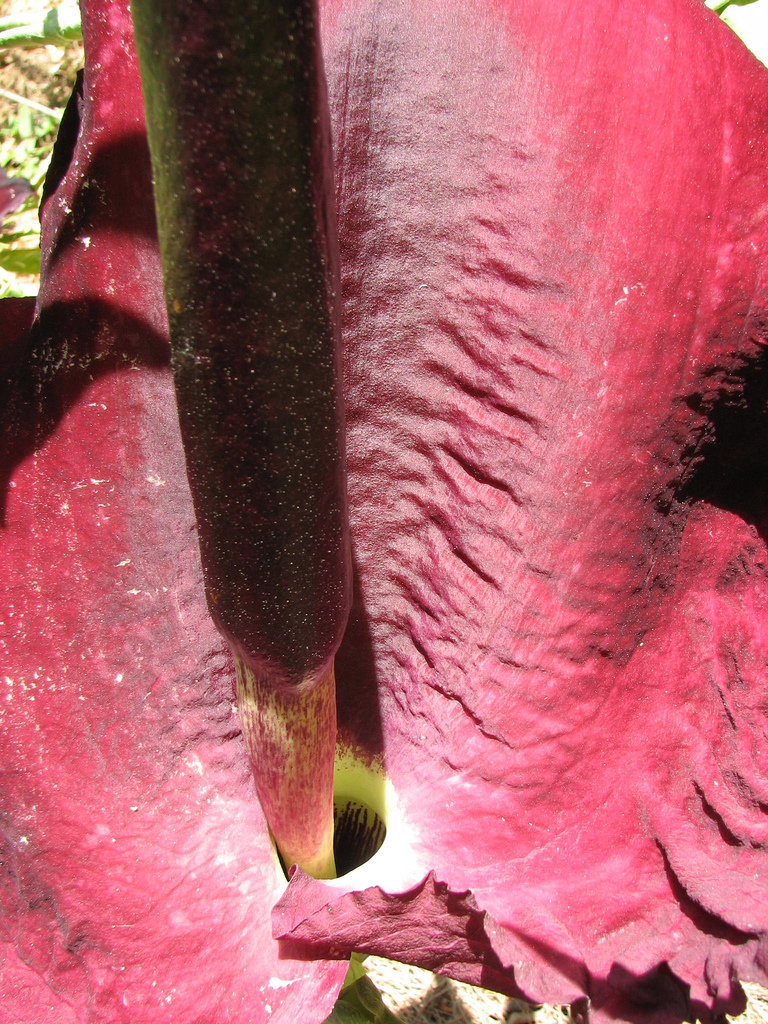
Dracunculus vulgaris